# Khaled Adénon
Khaled Adénon (Allahé, 28 de julho de 1985) é um futebolista beninense que atua como defensor.

## Carreira
Khaled Adénon representou o elenco da Seleção Beninense de Futebol no Campeonato Africano das Nações de 2010.